# أوين باور
أوين باور (مواليد 22 نوفمبر 2002) هو لاعب هوكي جليد كندي يلعب في نادي بافالو سيبرز في دوري الهوكي الوطني.